# Samytha gurjanovae
Samytha gurjanovae är en ringmaskart som beskrevs av Uschakov 1950. Samytha gurjanovae ingår i släktet Samytha och familjen Ampharetidae. Inga underarter finns listade i Catalogue of Life.